# Brigade d'assaut de la police nationale
La brigade d'assaut de la police nationale, ou brigade Liout, en ukrainien : Об'єднана штурмова бригада Національної поліції України «Лють», communément abrégée Rage (Liout ; Лють), est une unité spéciale de la police nationale d'Ukraine conçue dans le cadre de l'opération de recrutement offensive guard.

## Historique

### Invasion russe de l'Ukraine

#### Création
Le 4 février 2023, le ministère de l'Intérieur annonce la création de 8 nouvelles brigades, dans le cadre d'un programme appelé Garde offensive , à partir d'unités existantes de la Garde nationale, des gardes-frontières et de la police des opérations spéciales, dont la brigade d'assaut « Lyut ». Le 24 février, il reçoit le drapeau de guerre des mains du président ukrainien Volodymyr Zelensky. La brigade ouvre ensuite le recrutement, recevant de nouveaux volontaires qui sont formés dans l'oblast de Kiev. L'unité compte une plus grande présence de  femmes que les autres formations militaires ukrainiennes. Cette brigade, basée à Kyïv, a pour principale mission de libérer la région de Donetsk de l'occupation russe. La brigade a été initialement formée sur la base des régiments « Safari » et « Tsunami » et du bataillon « Luhansk-1 », composé de vétérans volontaires de la guerre du Donbass depuis 2014. Plus tard, d'autres bataillons de police lui ont été rattachés, tandis que le « Luhansk-1 » a été élargi au rang de régiment et rebaptisé simplement « Luhansk ».
L'unité est engagée lors de l'invasion de l'Ukraine par la Russie en 2022 elle est commandée par Oleksandr Netrebko.

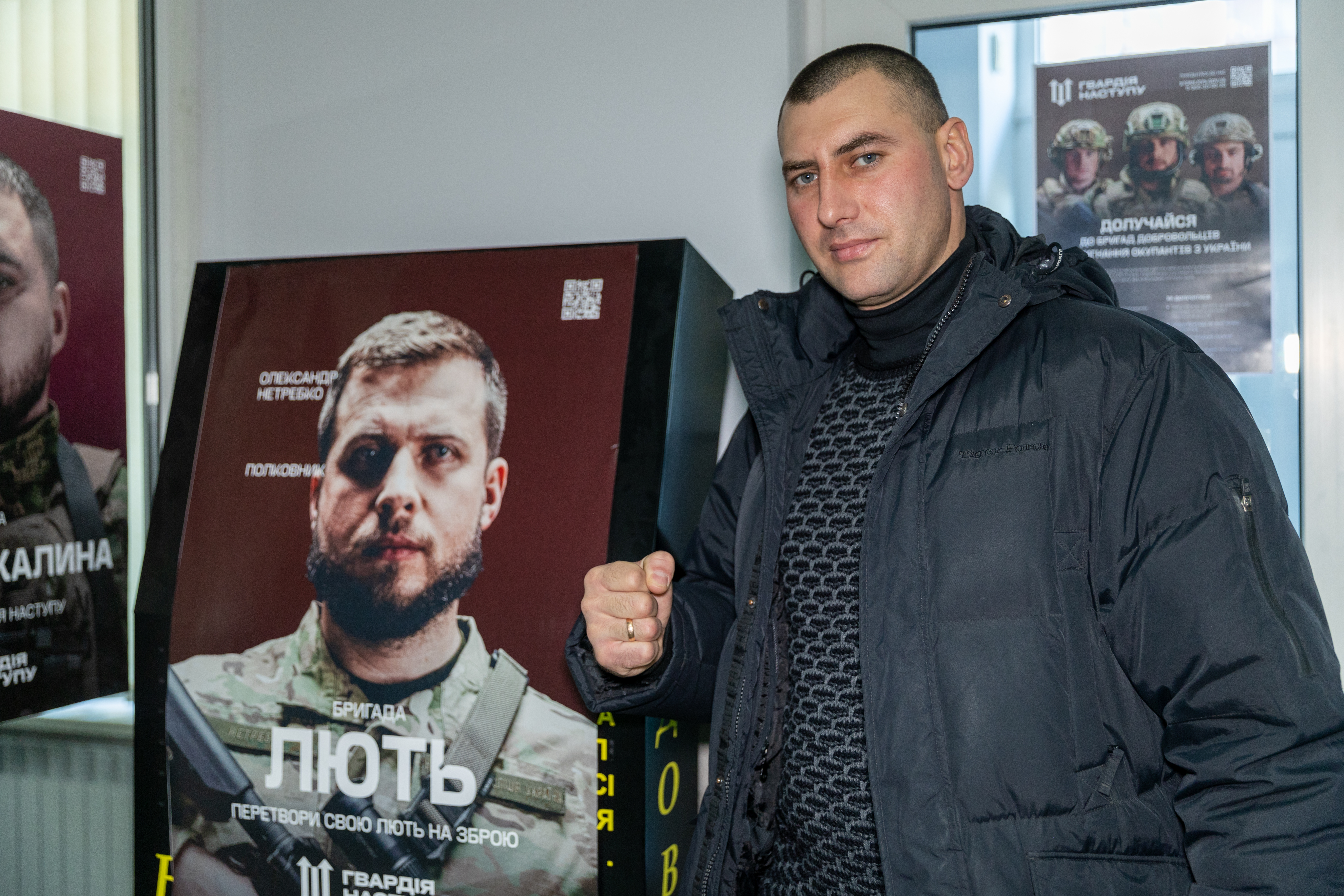
Campagne offensive guard dans l'oblast de Ternopil, affiche Liout.

#### Contre-offensive de 2023 et bataille de Tchassiv Yar (juin 2023 à juin 2024)
À partir de juin 2023, la brigade est déployée sur le flanc sud de Bakhmout et participe à la opérations offensives de l'été. Le régiment de police Safari engage les Russes en face de Kurdyumivka. Le 17 septembre 2023, le Régiment d'assaut « Tsunami » de la brigade « Rage », ainsi que la 80e brigade d'assaut aérien et la 5e brigade d'assaut, libèrent Klichtchiïvka. Elle passe ensuit en positions défensives à partir du mois d'octobre.

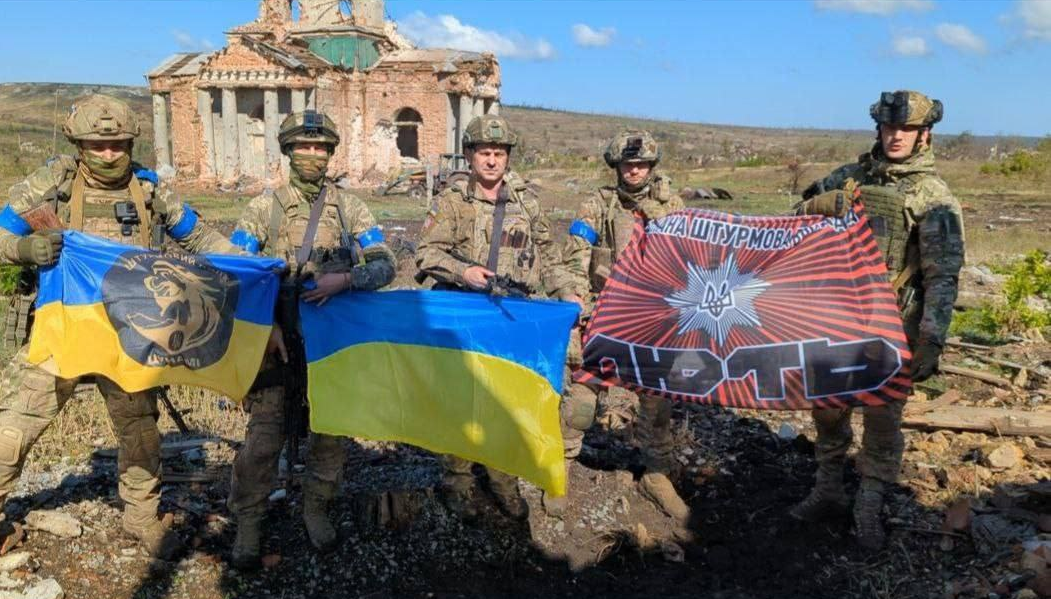
Soldats du Régiment d'assaut « Tsunami » devant l'église de l'Intercession, à Klichtchiïvka libérée

En décembre 2023, le régiment « Dnipro-1 » est affecté à la brigade, suivi en février 2024 par le bataillon « Storm ».  Le 15 mars 2024, en raison d'une attaque de missiles russes sur Odessa , le commandant du régiment « Tsunami », Oleksandr Hostishchev, est tué. En avril, elle remplace la 67e brigade mécanisée dans la défense de la ville de Tchassiv Iar, aux côtés de la 42e brigade mécanisée. Fin mai, des éléments de la brigade, notamment le régiment « Tsunami », sont transférés dans la région de Kharkiv à la suite de la nouvelle offensive russe, où ils défendirent la ville de Vovtchansk. En août 2024, à la suite de la création de trois brigades d'infanterie supplémentaires au sein de la Police nationale ukrainienne , le bataillon « Zachid » a été transféré à la brigade « Skelya ».

#### Bataille de Toretsk (depuis juin 2024)
À partir de juin 2024, la brigade est déployée à Toretsk où une offensive russe est en cours. L'unité mène alors de violents combats urbains dans la ville.

## Structure
- État-major de la brigade  (Ternopil) ;
  - 
    -  Compagnie de protection du QG ;

  -  Régiment d'assaut « Safari »[6] ;
  -  Régiment d'assaut « Tsunami »[6],[7],[8] ;
  -  Régiment d'assaut « Louhansk »[6] ;
  -  Bataillon de police spécial « Myrotvorets »
  -  Bataillon d'opérations spéciales « Enei » (uk)[6] ;
  -  Bataillon de police « Scythe » (uk)[6],[9] ;
    -  Compagnie « Berda »

  -  Bataillon de police de l'Ouest(en ukrainien Батальйон поліції Захід (romanisation Zakhid))[6],[10] ;
    -  1re compagnie de police « Svytyaz » (uk)[10],[11] ;
    -  2e compagnie de police « Bohdan » (uk)[12].

  -  Régiment Dnipro-1[6],[13],[14] ;
  -  Bataillon de police « Tempête » (uk) (Батальйон поліції «Шторм» (romanisation Chstorm)) depuis 2024[6] ,[15] ;
    -  1re compagnie
    -  2e compagnie
    -  3e compagnie « Bolgrad » (a rejoint le bataillon en 2015[15]

  -  Compagnie de police spéciale « Ivano-Frankivsk » (uk)[16].,[17]

## Traditions

### Drapeau honorifique

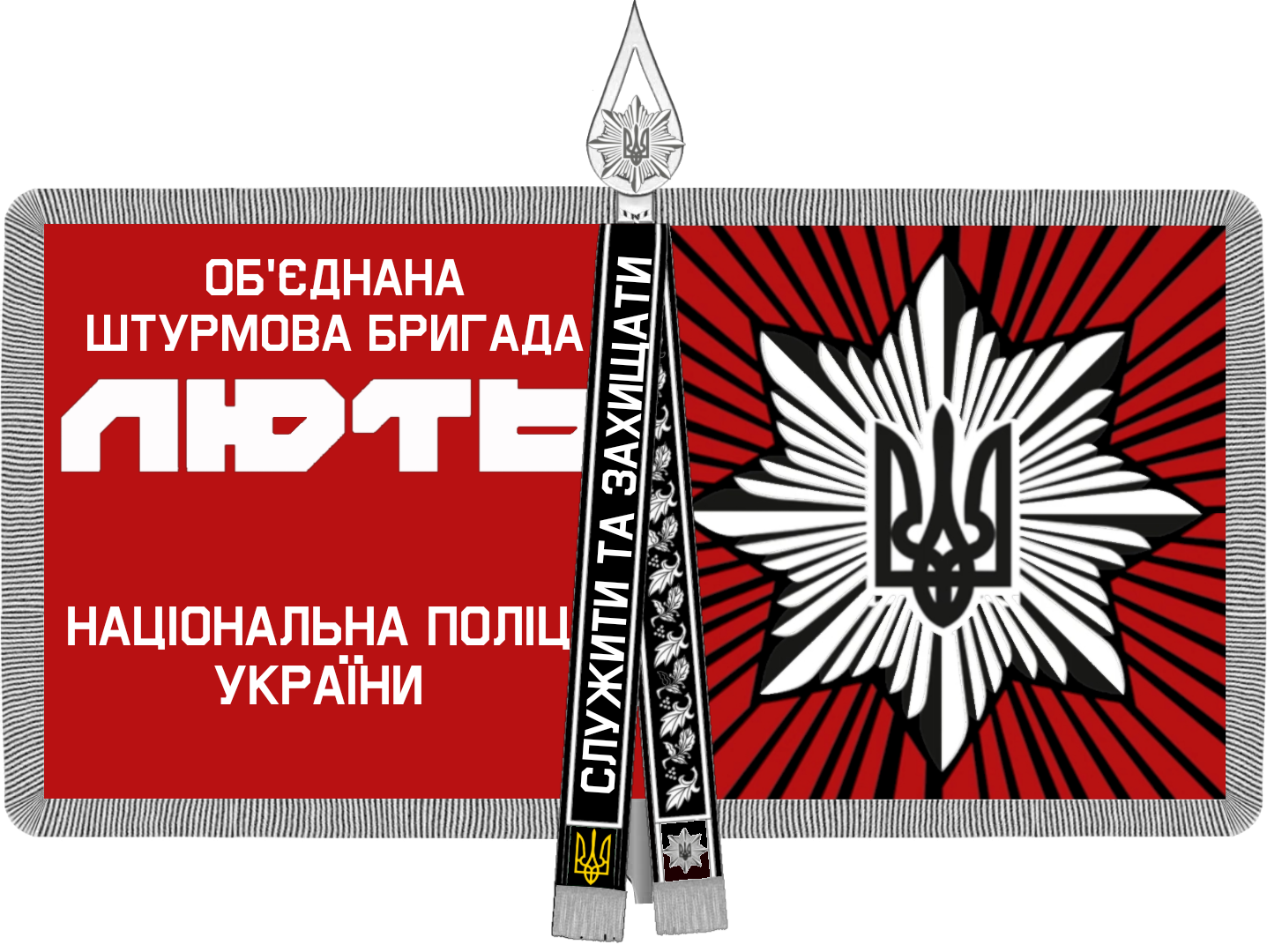
Drapeau honorifique du régiment (avers et revers).

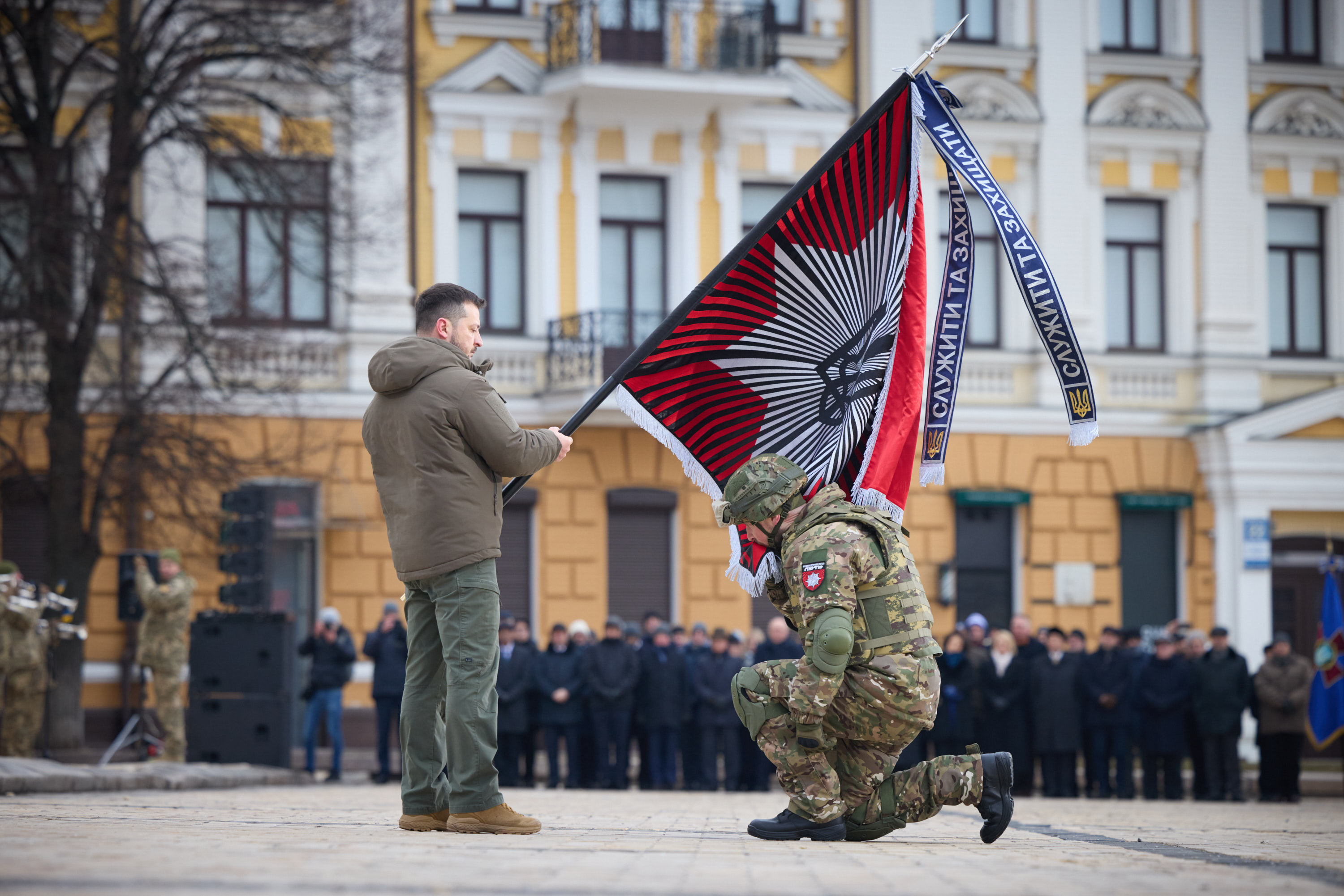
Remise du drapeau par le Président Zelensky le 23 2 2023.

Le 23 février 2023, la brigade reçoit son drapeau honorifique des mains du président Volodymyr Zelensky.